# 林秀貞 (武士)
林秀貞（1513年—1580年），別名新五郎、通勝，日本战国武士，官位佐渡守。父林通安。弟林美作守。有一子林通政。

## 生平
林氏一族是尾張國本地土豪。林秀貞在織田信秀時代就已經成為重臣。天文14年（1545）擔任織田信長元服後的首席輔佐家老。當時織田家臣對於年幼信長種種奇行感到頭痛，故於天文21年（1552）信長父親信秀死後，便暗中計畫另外擁立信長弟弟信行。
弘治元年（1555年），信長擊敗故主織田信友勢力，將居城移至清洲城，擔任那古野城留守工作，對信長奇異行為感到不滿，與織田家中首席勇將柴田勝家暗謀擁立信行。
隔年（1556年），為擁立信行而發起謀反的稻生之戰，作戰最後與柴田勝家以敗北告終。與勝家向信長認錯而再次以宿老家臣身份復職，在清洲同盟會議等外交行政活躍，一直到1576年安土城完工，林秀貞仍保持筆頭重臣的地位。
但是林秀貞在天正8年（1580）被織田信長以過去擁立信行，企圖謀反罪名將他流放，關於流放原因至今仍不明，普遍說法是林秀貞在晚年表現已趨平庸但還佔據重臣之位，能力與地位不符故被信長硬拔下位。遭流放後的林秀貞在京都附近居住，改名南部旦馬。同年10月15日死去。根據林氏直系後繼者說法，秀貞遭流放後寄身於廣島淺野家度過餘生。現在在廣島市有林家墓地。

## 登場作品
影視劇
- THE LEGEND & BUTTERFLY（2023年、東映、演：本田大輔）